# Ljubić (Čačak)
Pour les articles homonymes, voir Ljubić.
Ljubić (en serbe cyrillique : Љубић) est un village de Serbie situé sur le territoire de la Ville de Čačak, district de Moravica. Au recensement de 2011, il comptait 57 habitants.

## Démographie
| 1948 | 1953 | 1961 | 1971 | 1981 | 1991 | 2002 | 2011 |
| ---- | ---- | ---- | ---- | ---- | ---- | ---- | ---- |
| 28   | 30   | 43   | 70   | 93   | 80   | 61   | 57   |

|  |